# フクロタケ

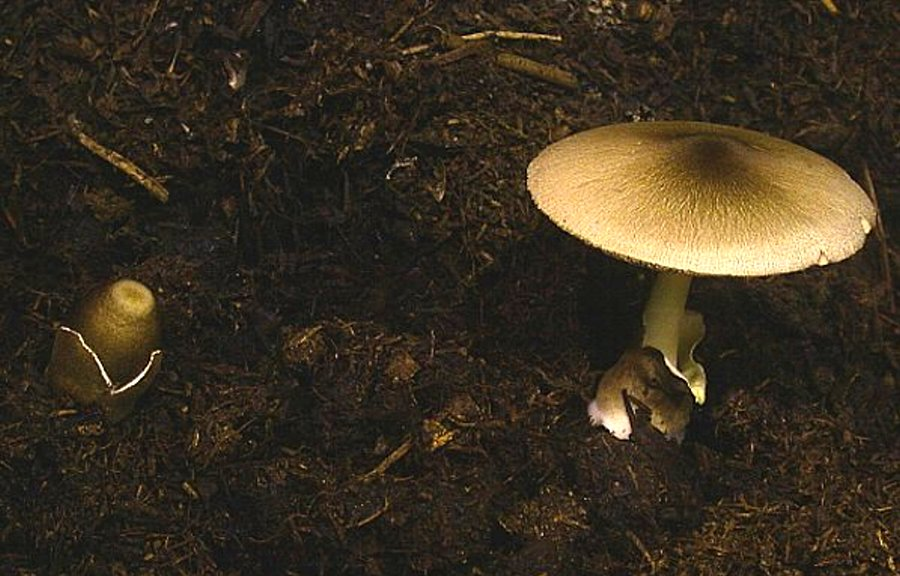
堆肥工場のストックヤードに発生したフクロタケ。食材としての適期は、左側の幼いもの

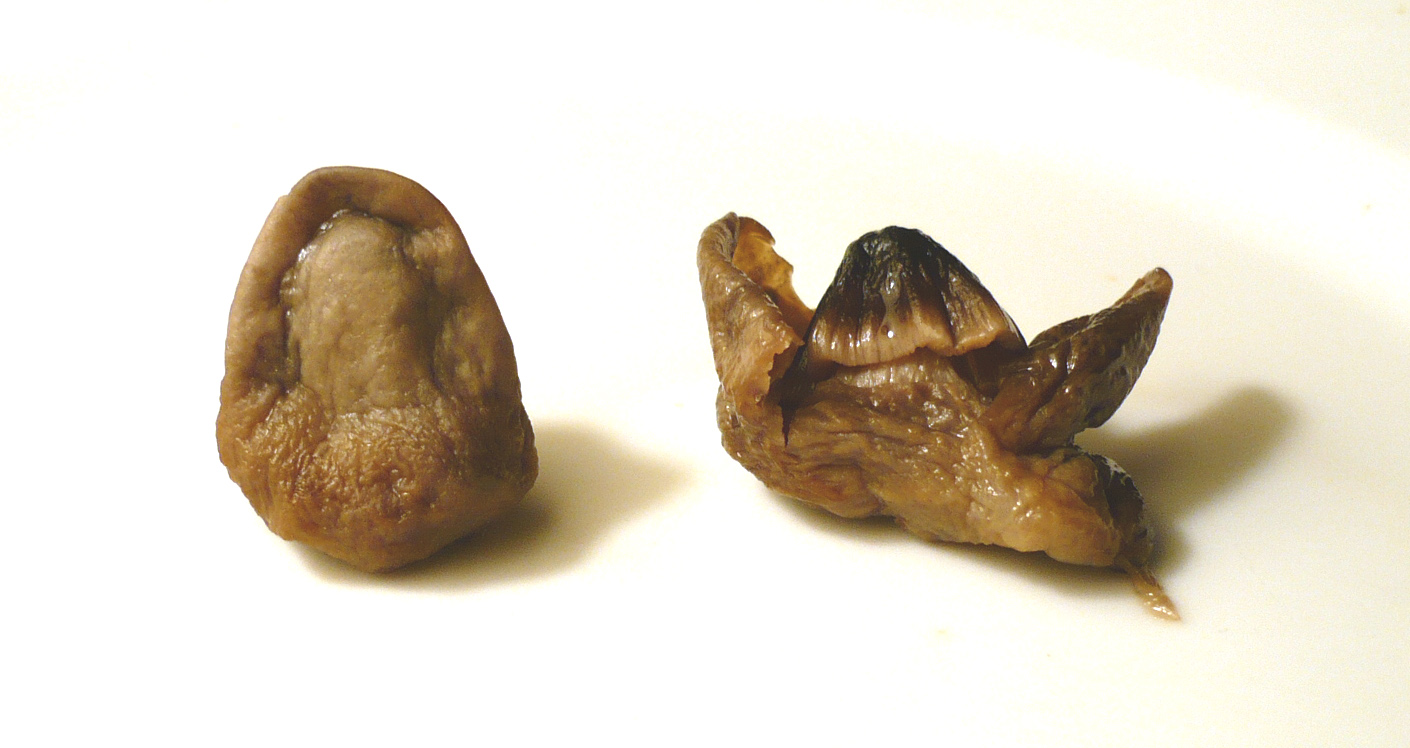
右側は中を示すために袋を開いたもの

フクロタケは担子菌類の一種で、食用のキノコ。名前の由来は、幼菌の柄の根元に厚い袋ができ、傘が開く前のキノコが袋に入っている形をしていることから名付けられている。世界各地で自生、栽培される。
マッシュルーム、シイタケの次に生産量、消費量が多く世界三大栽培用キノコの一種に数えられる。中華人民共和国南部から東南アジアが主産地。日本では、缶詰か乾燥品が流通している。クセのない味わいで幅広く使われている。中華料理では、幼菌がよく使われる。タイ料理ではトムヤムクン、トムカーガイなどのスープ料理に欠かせない食材。
幼菌は全体が「厚い袋」に包まれ卵型を呈しており、この様子からフクロタケと命名された。生長するとキノコが袋を破り出て、シイタケのように傘を開く。キノコの高さは15～20cm。かさは径13～20cm、ほとんど粘性はなく、表面に放射状に走る褐色の繊維紋が見られる。胞子紋は淡い桃色、胞子は平たい楕円形を呈する。
幼菌を縦に切ると口が笑っているように見えることから、縁起物として扱われる。